# Caroline Norton
Caroline Elizabeth Sarah Norton, Lady Stirling-Maxwell (de soltera Sheridan, 22 de marzo de 1808-15 de junio de 1877) fue una reformadora social inglesa y escritora del siglo XIX. Tras separarse de su marido en 1836, este demandó a su amigo íntimo Lord Melbourne, entonces primer ministro Whig (Partido Liberal del Reino Unido), por adulterio. El jurado desestimó la demanda, pero ella no pudo obtener el divorcio y se le negó el acceso a sus tres hijos. La intensa campaña emprendida por Norton condujo a la aprobación de la Ley de custodia de la infancia, de 1839, la Ley de causas matrimoniales, de 1857 y la Ley de bienes de mujeres casadas, de 1870. El pintor Daniel Maclise eligió a Norton como modelo para su fresco de la Justicia en la Cámara de los Lores.

## Juventud y matrimonio

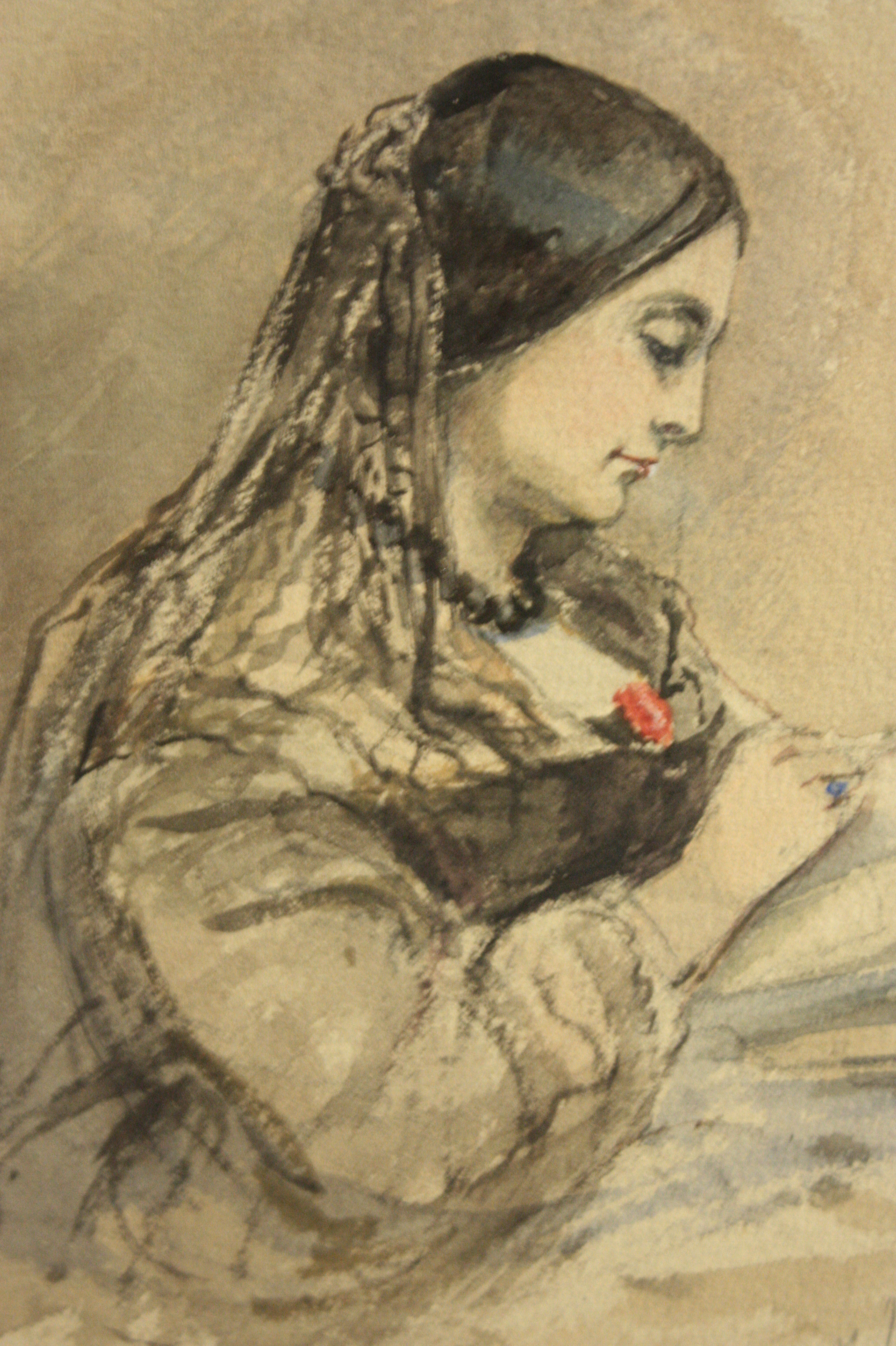
Boceto de acuarela de Caroline Norton por Emma Fergusson 1860, Galería Nacional de Retratos de Escocia.

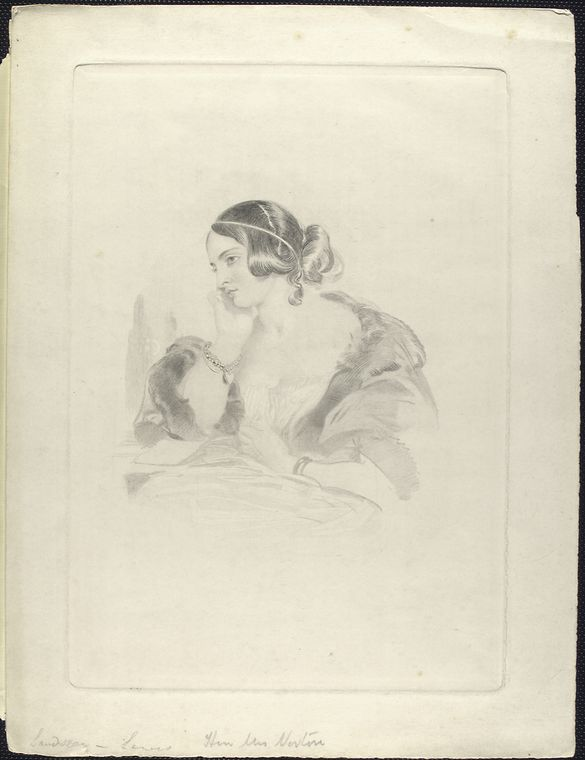
Retrato grabado de Caroline Norton del frontispicio de uno de sus libros.

Caroline Norton nació en Londres, sus padres eran Thomas Sheridan y la novelista Caroline Henrietta Callander.  Su padre era actor, soldado y administrador colonial, e hijo del destacado dramaturgo irlandés y estadista Whig Richard Brinsley Sheridan y de su esposa Elizabeth Ann Linley. La madre de Caroline era escocesa, hija de un terrateniente, el coronel Sir James Callander de Craigforth y Lady Elizabeth MacDonnell, hermana de un par irlandés, el primer marqués de Antrim. Sheridan es autora de tres novelas cortas, descritas por uno de los biógrafos de su hija como "bastante rígidas con el estilo del siglo XVIII, pero  todas ellas con cierto encanto e ingenio".
En 1817, su padre murió en Sudáfrica, donde ejercía de secretario colonial en el Cabo de Buena Esperanza. Su familia se quedó prácticamente en la ruina. El príncipe Frederick, duque de York y Albany, un viejo amigo de su abuelo, dispuso que la familia viviera en el palacio Hampton Court  en una casa de "Gracia y Favor", donde permanecieron durante varios años.
La belleza y los logros combinados de las hermanas Sheridan hicieron que se las conociera como las Tres "Gracias". La hermana mayor, Helen, era una compositora que se casó con Price Blackwood, el cuarto barón Dufferin y Claneboye. A través de ella, Norton se convirtió en la tía de Frederick Hamilton-Temple-Blackwood, primer marqués de Dufferin y Ava, quien más tarde fue tercer gobernador general de Canadá y octavo virrey de la India. Su hermana menor, Georgiana, se convirtió más tarde en la esposa de Edward Seymour, duodécimo duque de Somerset.
En 1827, se casó con George Chapple Norton, abogado, diputado por Guildford y hermano menor de Lord Grantley. George era un marido celoso y posesivo, dado a violentas borracheras, y la unión no tardó en resultar infeliz debido sus abusos físicos y mentales hacia Caroline. Para empeorar las cosas, George no tuvo éxito en su carrera de abogado y la pareja se peleó amargamente por el dinero.
Durante los primeros años de su matrimonio, Norton utilizó su belleza, ingenio y conexiones políticas para establecerse como una importante anfitriona social. El comportamiento poco ortodoxo de Norton y la conversación franca levantaron más de una ceja entre la alta sociedad inglesa del siglo XIX, ganando enemigos y admiradores a partes iguales. Entre sus amigos, contó con celebridades literarias y políticas como Samuel Rogers, Edward Bulwer-Lytton, Edward Trelawny, Abraham Hayward, Mary Shelley, Fanny Kemble, Benjamin Disraeli, el futuro rey Leopoldo I de Bélgica y William Cavendish, sexto duque de Devonshire.
A pesar de sus celos y su orgullo, George animó a su esposa a usar sus contactos para desarrollar su carrera. Así, gracias a su influencia, en 1831,  fue nombrado Magistrado de la Policía Metropolitana. Durante estos años, Norton recurrió a la prosa y la poesía como un medio para liberar sus emociones internas y ganar dinero. Su primer libro, The Sorrows of Rosalie (1829), tuvo una buena acogida. A este pronto le siguióThe Undying One (1830), un romance fundado en la leyenda del judío errante.

## Separación y escándalo de Melbourne
En 1836, Norton dejó a su marido. Se las arregló para subsistir con sus ingresos como autora, pero George los reclamó como suyos, argumentando con éxito en los tribunales que, como esposo, las ganancias eran legalmente suyas. Sin que su marido le pagase nada, y con la confiscación de  sus ganancias, usó la ley en su propio beneficio. Aumentando las facturas a nombre de su esposo, dijo a los acreedores cuando fueron a cobrar, que si deseaban que fueran pagadas, podían demandar a su marido. 
Poco después de su separación, George secuestró a sus hijos, ocultándolos en casas de parientes en Escocia y luego en Yorkshire, negándose a decirle nada a Caroline sobre su paradero. George acusó a Caroline de estar involucrada en una aventura con su amigo intimo, Lord Melbourne, el entonces Primer Ministro Whig. Inicialmente, George exigió 10.000  libras a Melbourne, pero este se negó a ser chantajeado y George llevó al primer ministro a los tribunales.

Lord Melbourne escribió en una carta a Lord Holland "El hecho es que [George] es un bruto estúpido, y ella no tiene  el temperamento ni el disimulo suficiente como que le permitan manejarlo". A pesar de esta admisión, con la esperanza de evitar un escándalo aún mayor, rogó a Caroline que regresara con George, insistiendo en que "una mujer nunca debería separarse de su marido mientras pueda permanecer con él".  Lord Melbourne cedió unos días después, afirmando que entendía su decisión de marcharse:
Esta conducta de su parte parece absolutamente inexplicable... Sabes que siempre te he aconsejado que lo soportes todo y permanezcas hasta el final. Pensé que era lo mejor. Me temo que ya no es posible. Las infracciones de este tipo son siempre lamentables, pero tienes el consuelo de que ha hecho todo lo posible para evitar este extremo el mayor tiempo posible.
El juicio duró nueve días y, al final, el jurado desestimó la afirmación de George, poniéndose del lado de Lord Melbourne. Sin embargo, la publicidad obtenida estuvo a punto de derribar al gobierno. El escándalo terminó por desaparecer, pero no antes de que la reputación de Norton quedara arruinada y su amistad con Lord Melbourne destruida. George siguió impidiendo que Caroline viera a sus tres hijos y le negó el divorcio. Según la ley inglesa de 1836, los niños eran propiedad legal del padre por lo que poco podían hacer las madres para recuperar la custodia.

## Actividad política

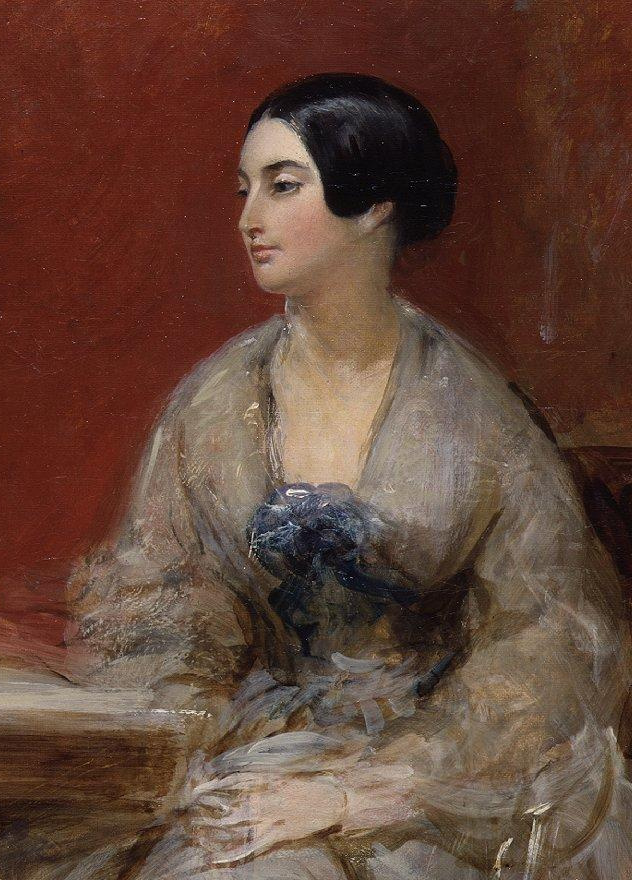
Caroline Norton, detalle de un retrato de Frank Stone, circa 1845.

Norton pronto se enfrentó a una tragedia adicional; la muerte de su hijo menor, William, en 1842. El niño, que salió a montar solo, sufrió una caída desde el caballo y resultó herido. Según Norton, las heridas del niño eran leves, pero no fueron atendidas adecuadamente lo que le produjo un envenenamiento de la sangre.  George, al darse cuenta de que el niño estaba a punto de morir, envió a buscar a Caroline. Desafortunadamente, William murió antes de que ella llegara a Escocia. Caroline culpó a George por la muerte del niño, acusándolo de negligencia.  Tras la muerte de William, George permitió que Caroline visitara a sus hijos aunque él mantuvo la custodia total y todas las visitas fueron supervisadas. 
Debido a su pésima situación doméstica, Norton se implicó apasionadamente en la aprobación de leyes que promueven la justicia social, especialmente aquellas que otorgaran derechos a las mujeres casadas y divorciadas. Sus poemas "Una voz de las fábricas" (1836) y "El niño de las islas" (1845) se centraron en sus opiniones políticas.

Cuando el Parlamento debatió el tema de la reforma del divorcio en 1855, Norton presentó a los miembros un relato detallado de su propio matrimonio y describió las dificultades a las que se enfrentaban las mujeres debido a las leyes existentes.
Una esposa inglesa no puede abandonar la casa de su marido. No solo puede demandarla por restitución de "derechos conyugales", sino que tiene derecho a entrar en la casa de cualquier amigo o pariente en la que ella se refugie... y llevársela a la fuerza...

 Si su marido entabla un proceso de divorcio, a ella no se le permite, en primera instancia, defenderse... Ella no está representada por un abogado, ni se le permite ser considerada parte en la demanda entablada entre él y su supuesto amante, por "daños y perjuicios".
Si una esposa inglesa es acusada de infidelidad, su marido puede divorciarse de ella para casarse de nuevo, pero ella no puede divorciarse del marido, un vínculo, por muy despilfarrador que sea...

 Aquellos queridos niños, la pérdida de cuyos pasos y dulces voces ocasionales hicieron el silencio de [mi] nuevo hogar intolerable como la angustia de la muerte ... lo que sufrí respecto a esos niños, Dios sabe... bajo una malvada ley que permitía a  cualquier hombre, por venganza o por interés, quitarle los hijos a una madre.
Debido principalmente a la intensa campaña de Norton, que incluía una carta a la reina Victoria, el Parlamento aprobó la Ley de custodia de menores de 1839, la Ley de causas matrimoniales de 1857 y la Ley de bienes de mujeres casadas de 1870, en la que trabajó junto a la activista sufragista Barbara Leigh Smith Bodichon. Su biógrafa más reciente, Diane Atkinson, señala que, a diferencia de 1839 y 1857, Norton no participó en la campaña a favor de la Ley de 1870. En virtud de la Ley de custodia de los hijos, a las esposas legalmente separadas o divorciadas, siempre que no se las declarara culpables de una conversación delictiva, tenían derecho a la custodia de sus hijos hasta la edad de siete años y el acceso periódico a partir de entonces. La ley se aplicaba únicamente en Inglaterra, Gales e Irlanda. Si bien Norton podría haber esperado la custodia de su hijo menor y el acceso a sus hijos mayores que tenían siete y diez años cuando la ley fue aprobada, su marido insistió en que sus hijos se quedaran en Escocia.
La ley otorgaba a las mujeres casadas, por primera vez, derechos con respecto a sus hijos. Sin embargo, debido a que las mujeres necesitaban presentar una solicitud ante el Tribunal de Cancillería, en la práctica pocas mujeres disponían de medios económicos para solicitar sus derechos. La Ley de causas matrimoniales reformó la ley de divorcio, entre otras cosas, hizo que el divorcio fuera más asequible, y estableció un modelo de matrimonio basado en el  contrato. La Ley de propiedad de las mujeres casadas de 1870, permitía a estas heredar propiedades y emprender acciones judiciales en su nombre. Por primera vez en el Reino Unido, la ley otorgó a las mujeres casadas, una identidad legal separada de su marido.
En 1849 Daniel Maclise terminó su fresco de Justicia en la Cámara de los Lores, para el que Norton había posado. La eligió porque muchos la veían como una famosa víctima de la injusticia. El viejo amigo de Norton, Lord Melbourne, se opuso a las reformas por las que ella luchaba. La reina Victoria lo reprendió por esta oposición; la Reina escribió que él defendía sus acciones, declarando: "No creo que debas darle demasiado derecho a una mujer ...no debe haber dos poderes en conflicto... un hombre debe tener los derechos en una familia". 
Si bien Norton luchó por ampliar los derechos legales de las mujeres, no se involucró en un mayor activismo social y no estuvo interesada en el movimiento de las mujeres del siglo XIX en lo que respecta a cuestiones como el sufragio femenino. De hecho, en un artículo publicado en The Times en 1838, refutando la afirmación de que ella era una "radical", Norton afirmó: "La posición natural de la mujer es la inferioridad del hombre. ¡Amén! Eso es algo que Dios designó, no un invento del hombre. Lo creo sinceramente, como parte de mi religión. Nunca fingí la salvaje y ridícula doctrina de la igualdad." 

## Últimos años
Se dice que Norton tuvo un romance de cinco años con el destacado político conservador Sidney Herbert a principios de la década de 1840. Sin embargo, Herbert se casó con otra mujer en 1846. En la madurez, se hizo amiga del autor George Meredith. Ella le sirvió de inspiración para el personaje de Diana Warwick, la inteligente y fogosa heroína de la novela de Meredith Diana of the Crossways, publicada en 1885.  Norton finalmente quedó libre con la muerte de George en 1875. Se casó con un viejo amigo, el escritor histórico y político escocés Sir W. Stirling Maxwell en marzo de 1877. Norton murió en Londres tres meses después.

## Familia y descendientes
El mayor de sus hijos, Fletcher Norton, murió de tuberculosis en París a la edad de 30 años. Esta pérdida fue devastadora para ella.
En 1854, su otro hijo, Thomas Brinsley Norton, se casó con una joven italiana, Maria Chiara Elisa Federigo, a quien conoció en Nápoles. Thomas también sufría de mala salud y pasó gran parte de su vida como un inválido, dependiendo financieramente de su madre.  A pesar de su mala salud, vivió lo suficiente para suceder a su tío como cuarto barón Grantley de Markenfield. Lord Grantley falleció en 1877, también antes que su madre.
Su hijo, John, heredó el título y las propiedades. El quinto Lord Grantley era un numismático y miembro de la Sociedad de Anticuarios de Londres, la Real Sociedad Numismática y la Sociedad Numismática Británica . Reunió una gran colección de monedas y además cultivaba orquídeas. El nieto de Caroline Norton provocó un escándalo en 1879, cuando se fugó con Katharine McVickar, hija de un rico corredor de bolsa estadounidense y casada entonces con el primo mayor del quinto Lord Grantley, el mayor Charles Grantley Campbell Norton. El matrimonio de Katharine con Charles fue anulado, y Katharine y John se casaron ese noviembre, cinco días antes del nacimiento de su primer hijo. A pesar de su escandalosa introducción a la sociedad británica, Katharine se convirtió en una exitosa mujer en Londres.

## Conmemoración
En abril de 2021, English Heritage anunció que Norton era una de las seis mujeres distinguidas ese año con una placa azul  en la que fue su casa en el centro de Londres durante más de 30 años.

## Trabajo

### Panfletos políticos
- Una voz de las fábricas (1836).
- Consideración de la separación de la madre y el niño por las leyes de custodia infantil (1837).
- Una carta sencilla al Lord Canciller sobre el proyecto de ley de custodia infantil (1839).
- Cartas al público (1848).
- Leyes inglesas para las mujeres en el siglo XIX (1854).
- Carta a la reina sobre el proyecto de ley de matrimonio y divorcio del canciller Cranworth (1855).
- Una revisión del proyecto de ley de divorcio de 1856, con propuestas para una enmienda de las leyes que afectan a las personas casadas (1857)

### Poemarios
- The Sorrows of Rosalie: A Tale with Other Poems (1829).
- I Do Not Love Thee (1829).
- The Cold Change (1829).
- The Undying One and Other Poems (1830).
- The Faithless Knight (1830).
- The Dream, and Other Poems (1840).
- The Child of the Islands (1845).
- Aunt Carry's Ballads for Children (1847).
- Bingen on the Rhine (sin fecha) "Copyrighted 1883, Porter & Coates, Philadelphia".
- The Centenary Festival (1859).
- The Lady of La Garaye (1862).

### Novelas
- The Dandies Rout (1825).
- The Wife, and Woman's Reward, 3 volúmenes (1835).
- Stuard de Dunleath (1851).
- Lost and Saved,  3 volúmenes (1863).
- Old Sir Douglas, 3 volúmenes (1866).

### Obras de teatro
- The Gypsy Father (1830).
- Vathek (basado en la novela de William Beckford, 1830). En el número de Notes & Queries de marzo de 2017, 86-95 ("The Lost Manuscript of Caroline Norton' Vathek "), Robert J. Gemmett da pruebas convincentes de que el manuscrito de Norton de esta obra podría haber sobrevivido.